# Gran Premio d'Austria 2019
Il Gran Premio d'Austria 2019 è stata la nona prova della stagione 2019 del campionato mondiale di Formula 1. La gara, corsa domenica 30 giugno 2019 sul Red Bull Ring di Spielberg, è stata vinta dall'olandese Max Verstappen su Red Bull Racing-Honda, al suo sesto successo in carriera. Verstappen ha preceduto sotto la bandiera a scacchi il monegasco Charles Leclerc su Ferrari ed il finlandese Valtteri Bottas su Mercedes.

## Vigilia

### Aspetti tecnici
La Pirelli, fornitrice unica degli pneumatici, porta, per questo gran premio, mescole di tipo C2, C3 e C4, già impiegate nel precedente Gran Premio di Francia.
Prima della gara si tiene una riunione tra i team e la Pirelli, in merito alla possibilità di reintrodurre un tipo di pneumatici simili a quelli della stagione 2018, che avevano una specifica di battistrada diversa, da 0,4 mm. Non viene raggiunto però nessun accordo.
Come stabilito dal 2018, la Federazione Internazionale dell'Automobile imposta tre zone ove i piloti possono attivare il Drag Reduction System: la prima zona è fissata tra le curve Castrol Edge e Remus, con punto di distacco fra i piloti posto prima della Castrol Edge; la seconda zona tra le curve Remus e Schlossgold (il punto di determinazione del distacco è fissato prima della Remus); la terza zona è sul rettilineo dei box, con detection point prima della Red Bull Mobile.
La Magneti Marelli diventa un nuovo sponsor per il campionato di Formula 1; la società italiana fornirà i servizi di telemetria, che verranno poi diffusi ai telespettatori in diretta televisiva.
La Scuderia Toro Rosso monta sulla vettura di Alexander Albon, in due giorni, due nuove power unit, fornita dalla Honda. Il pilota thailandese è penalizzato di 60 posizioni in griglia di partenza, in quanto monta nuove componenti. Anche la Renault monta sulla vettura di Nico Hülkenberg e sulla McLaren di Carlos Sainz Jr. la nuova specifica della power unit. Entrambi i piloti sono penalizzati rispettivamente di 5 e 60 posizioni sulla griglia di partenza, in quanto montano nuove componenti.

### Aspetti sportivi
In questa stagione, il gran premio è sponsorizzato da myWorld, una società internazionale di business.
Il pilota danese Tom Kristensen è nominato commissario aggiunto da parte della FIA; ha già svolto tale funzione anche in passato, l'ultima al Gran Premio del Giappone 2018.

## Prove

### Resoconto
Lewis Hamilton, utilizzando gomme soft, risulta il più rapido della prima sessione di prove libere. A 144 millesimi si è posizionato Sebastian Vettel, con gomme medie, mentre al terzo posto ha chiuso l'altro pilota della Mercedes, Valtteri Bottas. La Scuderia Ferrari si è concentrata sull'utilizzo di una mescola diversa da quella della scuderia tedesca, oltre a provare varie componenti nuove.
Bottas ha perso la prima parte della sessione per una perdita d'olio del motore, che ha costretto la sua scuderia a rimontare una precedente unità, di specifica più vecchia.
Al quarto posto si è classificato Charles Leclerc, che ha preceduto le due Red Bull Racing e Carlos Sainz Jr.. La sessione è stata interrotta con bandiera rossa, per la perdita dell'alettone anteriore sulla Renault di Nico Hülkenberg, dovuto al passaggio della monoposto su uno dei dissuasori posti per evitare i tagli di curva. La pista si è dimostrata poco gommata, inducendo spesso i piloti a degli errori di guida.
Gli errori di guida si sono verificati anche nella seconda sessione. Valtteri Bottas è terminato contro le barriere alla curva 6, mentre Max Verstappen è uscito all'ultima curva. La sessione è stata interrotta, in entrambi i casi con bandiera rossa. Dopo l'incidente dell'olandese anche Vettel è uscito nello stesso punto, evitando però di colpire i muretti esterni alla pista. Il tedesco ha poi rinunciato a trovare la prestazione, accontentandosi di testare la vettura in simulazione di gara. Anche Sainz Jr. è stato autore di un'escursione dal tracciato. L'aumento della temperatura dell'asfalto e un vento teso sono state tra le cause di questi incidenti.
Charles Leclerc ha ottenuto il tempo migliore di sessione, staccando Bottas di 331 millesimi. Il finlandese è tornato ad utilizzare una power unit della seconda specifica, più avanzata, in cui è stata anche montata una nuova MGU-K. Al terzo posto si è piazzato Pierre Gasly, che ha preceduto Lewis Hamilton, impegnato in una simulazione di gara con gomme dure.
Leclerc è il più veloce anche della terza sessione, l'unico a scendere sotto il limite del minuto e quattro secondi; il monegasco precede di un decimo Lewis Hamilton, a sua volta davanti a Bottas e Vettel. Leclerc ha ottenuto i suoi tempi dopo due giri di raffreddamento degli pneumatici, strategia poi copiata anche dagli altri piloti.
Le Mercedes hanno invece dimostrato una certa difficoltà dovuta all'eccessivo surriscaldamento delle gomme posteriori, con Hamilton che è stato autore di diversi errori di guida, soprattutto alla prima curva. Sulla Red Bull Racing di Pierre Gasly si è verificato invece un problema elettronico, che ha limitato parzialmente la potenza della power unit. Al termine delle prove, la Haas sostituisce il cambio sulla vettura di Kevin Magnussen, che viene così penalizzato di cinque posizioni sulla griglia di partenza.

### Risultati
Nella prima sessione del venerdì si è avuta questa situazione:
| Pos | Nº | Pilota           | Costruttore | Tempo    | Gap    | Giri |
| --- | -- | ---------------- | ----------- | -------- | ------ | ---- |
| 1   | 44 | Lewis Hamilton   | Mercedes    | 1'04"838 |        | 34   |
| 2   | 5  | Sebastian Vettel | Ferrari     | 1'04"982 | +0"144 | 23   |
| 3   | 77 | Valtteri Bottas  | Mercedes    | 1'04"999 | +0"161 | 37   |

Nella seconda sessione del venerdì si è avuta questa situazione:
| Pos | Nº | Pilota          | Costruttore           | Tempo    | Gap    | Giri |
| --- | -- | --------------- | --------------------- | -------- | ------ | ---- |
| 1   | 16 | Charles Leclerc | Ferrari               | 1'05"086 |        | 37   |
| 2   | 77 | Valtteri Bottas | Mercedes              | 1'05"417 | +0"331 | 12   |
| 3   | 10 | Pierre Gasly    | Red Bull Racing-Honda | 1'05"487 | +0"401 | 33   |

Nella sessione del sabato si è avuta questa situazione:
| Pos | Nº | Pilota          | Costruttore | Tempo    | Gap    | Giri |
| --- | -- | --------------- | ----------- | -------- | ------ | ---- |
| 1   | 16 | Charles Leclerc | Ferrari     | 1'03"987 |        | 18   |
| 2   | 44 | Lewis Hamilton  | Mercedes    | 1'04"130 | +0"143 | 21   |
| 3   | 77 | Valtteri Bottas | Mercedes    | 1'04"221 | +0"234 | 23   |

## Qualifiche

### Resoconto
Il primo tempo di riferimento è segnato da Charles Leclerc, avvicinato da Sebastian Vettel, poi da Pierre Gasly, che s'inserisce fra i due ferraristi. Leclerc si migliora ancora, mentre Lewis Hamilton scala al terzo posto, prima che Vettel si ripiazzi ancora secondo.
Poco dopo Max Verstappen s'inserisce tra Leclerc e Vettel, mentre Hamilton, col secondo tentativo, non abbassa il suo tempo, restando comunque davanti a Lando Norris e Valtteri Bottas.
Il miglioramento della pista costringe le due Mercedes a tornare a girare, dopo che Norris e Antonio Giovinazzi sono passati davanti alle vetture anglo-tedesche, con Bottas superato anche da altri piloti. Nella parte finale di sessione Max Verstappen strappa il miglior tempo, mentre Hamilton sale secondo e Bottas terzo. Vengono eliminati i due piloti della Racing Point, Daniil Kvjat e i due della Williams.
In Q2 entrano subito in pista i favoriti per la pole position, con le Mercedes e Verstappen su gomme medie, mentre gli altri piloti optano per le gomme morbide. Lewis Hamilton fa segnare 1'04"157, battuto dal compagno di team Bottas in 1'03"936, poi da Verstappen, con 1'03"835. Leclerc segna, in seguito, il miglior rilievo cronometrico del weekend (1'03"459), distanziando di due decimi Vettel. Romain Grosjean ha l'alettone anteriore danneggiato, e deve attendere ai box per la riparazione.
Bottas si migliora, scalando quarto, prima che Hamilton passi terzo, utilizzando l'ultimo treno di gomme medie nuove a sua disposizione. Il britannico si lamenta coi box per una mancanza di potenza della sua power unit.
Charles Leclerc migliora in 1'03"378; Giovinazzi prende la settima posizione, battuto dall'altro pilota dell'Alfa Romeo Kimi Räikkönen. Vengono eliminati Grosjean, Nico Hülkenberg, Alexander Albon, Daniel Ricciardo e Carlos Sainz Jr..
Nella fase decisiva le prime due vetture a far segnare un tempo sono le due Alfa Romeo; non esce in pista invece Sebastian Vettel, per un problema tecnico della sua monoposto: il tedesco non può girare in Q3. Lewis Hamilton chiude il primo tentativo con 1'03"900, battuto da Valtteri Bottas in 1'03"559, mentre Leclerc segna 1'03"208. Max Verstappen prende la terza posizione, battendo il tempo di Hamilton. L'altro pilota della Red Bull, Gasly, è sesto.
Hamilton e Verstappen cercano di battere il tempo di Leclerc, con il loro secondo tentativo, ma senza successo. Invece è proprio il pilota della Ferrari a migliorarsi, facendo anche il record del tracciato (1'03"003). Per il monegasco è la seconda pole position della carriera in Formula 1, mentre la Honda non partiva in seconda posizione dal Gran Premio di San Marino 2006. La sesta e la settima posizione di Kimi Räikkönen ed Antonio Giovinazzi rappresentano la miglior partenza per la casa di Arese dal Gran Premio degli Stati Uniti d'America 1985.
Al termine delle qualifiche, Hamilton è penalizzato di tre posizioni sulla griglia di partenza, per aver ostacolato, nel corso delle prove ufficiali, Kimi Räikkönen. Hamilton, in realtà, partirà quarto, vista la penalizzazione che sconta Magnussen. Al campione del mondo viene anche tolto un punto sulla Superlicenza. Anche il pilota della Williams George Russell è penalizzato per lo stesso motivo e nella stessa misura, per aver ostacolato Daniil Kvjat in Q1, dove le due vetture hanno sfiorato la collisione. Russell parte poi dalla pit lane per la sostituzione dell'ala anteriore.

### Risultati
Nella sessione di qualifica si è avuta questa situazione:
| Pos                         | Nº | Pilota             | Costruttore               | Q1       | Q2       | Q3          | Griglia |
| --------------------------- | -- | ------------------ | ------------------------- | -------- | -------- | ----------- | ------- |
| 1                           | 16 | Charles Leclerc    | Ferrari                   | 1'04"138 | 1'03"378 | 1'03"003    | 1       |
| 2                           | 44 | Lewis Hamilton     | Mercedes                  | 1'03"818 | 1'03"803 | 1'03"262    | 4       |
| 3                           | 33 | Max Verstappen     | Red Bull Racing-Honda     | 1'03"807 | 1'03"835 | 1'03"439    | 2       |
| 4                           | 77 | Valtteri Bottas    | Mercedes                  | 1'04"084 | 1'03"863 | 1'03"537    | 3       |
| 5                           | 20 | Kevin Magnussen    | Haas-Ferrari              | 1'04"778 | 1'04"466 | 1'04"072    | 10      |
| 6                           | 4  | Lando Norris       | McLaren-Renault           | 1'04"361 | 1'04"211 | 1'04"099    | 5       |
| 7                           | 7  | Kimi Räikkönen     | Alfa Romeo Racing-Ferrari | 1'04"615 | 1'04"056 | 1'04"166    | 6       |
| 8                           | 99 | Antonio Giovinazzi | Alfa Romeo Racing-Ferrari | 1'04"450 | 1'04"194 | 1'04"179    | 7       |
| 9                           | 10 | Pierre Gasly       | Red Bull Racing-Honda     | 1'04"412 | 1'03"988 | 1'04"199    | 8       |
| 10                          | 5  | Sebastian Vettel   | Ferrari                   | 1'04"340 | 1'03"667 | senza tempo | 9       |
| 11                          | 8  | Romain Grosjean    | Haas-Ferrari              | 1'04"552 | 1'04"490 | N.D.        | 11      |
| 12                          | 27 | Nico Hülkenberg    | Renault                   | 1'04"733 | 1'04"516 | N.D.        | 15      |
| 13                          | 23 | Alexander Albon    | Scuderia Toro Rosso-Honda | 1'04"708 | 1'04"665 | N.D.        | 18      |
| 14                          | 3  | Daniel Ricciardo   | Renault                   | 1'04"647 | 1'04"790 | N.D.        | 12      |
| 15                          | 55 | Carlos Sainz Jr.   | McLaren-Renault           | 1'04"453 | 1'13"601 | N.D.        | 19      |
| 16                          | 11 | Sergio Pérez       | Racing Point-BWT Mercedes | 1'04"789 | N.D.     | N.D.        | 13      |
| 17                          | 18 | Lance Stroll       | Racing Point-BWT Mercedes | 1'04"832 | N.D.     | N.D.        | 14      |
| 18                          | 26 | Daniil Kvjat       | Scuderia Toro Rosso-Honda | 1'05"324 | N.D.     | N.D.        | 16      |
| 19                          | 63 | George Russell     | Williams-Mercedes         | 1'05"904 | N.D.     | N.D.        | PL      |
| 20                          | 88 | Robert Kubica      | Williams-Mercedes         | 1'06"206 | N.D.     | N.D.        | 17      |
| Tempo limite 107%: 1'08"273 |    |                    |                           |          |          |             |         |

In grassetto sono indicate le migliori prestazioni in Q1, Q2 e Q3.

## Gara

### Resoconto
Parte bene Charles Leclerc che mantiene il comando davanti alle due Mercedes, mentre è autore di una cattiva partenza Max Verstappen, che scivola in sesta posizione, scavalcato anche da Kimi Räikkönen, Lando Norris e Sebastian Vettel. Il pilota tedesco della Ferrari scala due posizioni, e già al giro 6 si trova al quarto posto. Anche Verstappen effettua la stessa rimonta, passando Norris al giro 7 e Räikkönen al giro 9.
Leclerc mantiene un vantaggio su Bottas attorno ai due secondi, mentre Hamilton è staccato di cinque secondi: le due vetture tedesche montano gomme medie, a differenza del ferrarista, che è partito con gomme morbide. Al giro 17 Norris passa Kimi Räikkönen per il quinto posto. Al ventesimo giro si fermano sia Valtteri Bottas che Sebastian Vettel: le gomme per il ferrarista però non sono pronte, facendo così perdere diversi secondi al pilota tedesco. Entrambi, comunque, optano per gomme dure.
Al giro 21 si ferma Leclerc, passando anche lui alle dure, mentre, due giri dopo, c'è la sosta anche per Kimi Räikkönen. Due giri dopo Norris si ferma per montare un set di gomme nuove, ma di mescola media. Ora la classifica vede al comando Lewis Hamilton, con sei secondi di margine su Max Verstappen, 13"4 su Leclerc, 17"8 su Bottas e 24"9 su Vettel.
Il campione del mondo attende il trentesimo passaggio per montare gomme di mescola dura; Hamilton scende in quinta posizione. Verstappen si ferma un giro dopo, e rientra in pista davanti a Hamilton. Charles Leclerc torna al comando, davanti a Bottas e Vettel.
Dietro ai primi si pone Daniel Ricciardo, settimo, che non ha ancora cambiato gli pneumatici, ma deve guardarsi dagli attacchi di Lando Norris e Pierre Gasly. Poco dopo l'australiano è passato da Norris, prima di fermarsi al cambio gomme. Al cinquantesimo giro Verstappen, dopo alcuni attacchi a vuoto, passa Vettel. Il tedesco rientra subito ai box, per montare gomme morbide, così da affrontare gli ultimi giri con maggior ritmo. Vettel rientra in gara alle spalle di Hamilton.
Leclerc comanda con circa 5 secondi di vantaggio su Bottas, su cui si sta avvicinando Max Verstappen. L'olandese, al cinquantacinquesimo giro, passa il finlandese, e si piazza secondo. Il pilota della Red Bull Racing, sfruttando le gomme più fresche, lima, di giro in giro, la distanza da Leclerc. Dopo un tentativo non riuscito, al giro 67, Verstappen sorpassa Leclerc alla terza curva, al giro 69, prendendo il comando del gran premio. Più dietro Vettel passa Hamilton, per il quarto posto, andando al caccia del terzo posto di Valtteri Bottas, senza successo.
Max Verstappen ottiene la sesta vittoria nel mondiale, la seconda consecutiva sul Red Bull Ring, interrompendo una striscia di 10 vittorie consecutive per la Mercedes, iniziata al Gran Premio del Brasile 2018. Completano il podio Charles Leclerc e Valtteri Bottas. Hamilton, quinto, interrompe, a sua volta, una striscia di 10 podi consecutivi. Per la Red Bull è la sessantesima vittoria nel mondiale, mentre la Honda conquista la prima vittoria, quale motorista, dal Gran Premio d'Ungheria 2006, ottenuto all'epoca da Jenson Button. Antonio Giovinazzi, decimo, conquista il suo primo punto in Formula 1 ed è il primo italiano con una posizione a punti dopo Vitantonio Liuzzi nel Gran Premio di Corea 2010. Con entrambi i piloti a punti, per l'Alfa Romeo Racing si tratta della prima volta, dal suo rientro in Formula 1, dal Gran Premio di Spagna 1951.

### Risultati
I risultati del Gran Premio sono i seguenti:
| Pos | Nº | Pilota             | Costruttore               | Giri | Tempo/Ritiro | Griglia | Punti |
| --- | -- | ------------------ | ------------------------- | ---- | ------------ | ------- | ----- |
| 1   | 33 | Max Verstappen     | Red Bull Racing-Honda     | 71   | 1h22'01"822  | 2       | 26    |
| 2   | 16 | Charles Leclerc    | Ferrari                   | 71   | +2"724       | 1       | 18    |
| 3   | 77 | Valtteri Bottas    | Mercedes                  | 71   | +18"960      | 3       | 15    |
| 4   | 5  | Sebastian Vettel   | Ferrari                   | 71   | +19"610      | 9       | 12    |
| 5   | 44 | Lewis Hamilton     | Mercedes                  | 71   | +22"805      | 4       | 10    |
| 6   | 4  | Lando Norris       | McLaren-Renault           | 70   | +1 giro      | 5       | 8     |
| 7   | 10 | Pierre Gasly       | Red Bull Racing-Honda     | 70   | +1 giro      | 8       | 6     |
| 8   | 55 | Carlos Sainz Jr.   | McLaren-Renault           | 70   | +1 giro      | 19      | 4     |
| 9   | 7  | Kimi Räikkönen     | Alfa Romeo Racing-Ferrari | 70   | +1 giro      | 6       | 2     |
| 10  | 99 | Antonio Giovinazzi | Alfa Romeo Racing-Ferrari | 70   | +1 giro      | 7       | 1     |
| 11  | 11 | Sergio Pérez       | Racing Point-BWT Mercedes | 70   | +1 giro      | 13      |       |
| 12  | 3  | Daniel Ricciardo   | Renault                   | 70   | +1 giro      | 12      |       |
| 13  | 27 | Nico Hülkenberg    | Renault                   | 70   | +1 giro      | 15      |       |
| 14  | 18 | Lance Stroll       | Racing Point-BWT Mercedes | 70   | +1 giro      | 14      |       |
| 15  | 23 | Alexander Albon    | Scuderia Toro Rosso-Honda | 70   | +1 giro      | 18      |       |
| 16  | 8  | Romain Grosjean    | Haas-Ferrari              | 70   | +1 giro      | 11      |       |
| 17  | 26 | Daniil Kvjat       | Scuderia Toro Rosso-Honda | 70   | +1 giro      | 16      |       |
| 18  | 63 | George Russell     | Williams-Mercedes         | 69   | +2 giri      | PL      |       |
| 19  | 20 | Kevin Magnussen    | Haas-Ferrari              | 69   | +2 giri      | 10      |       |
| 20  | 88 | Robert Kubica      | Williams-Mercedes         | 68   | +3 giri      | 17      |       |

Max Verstappen riceve un punto addizionale per aver segnato il giro più veloce della gara.

## Classifiche mondiali

### Piloti
| Pos | Pilota             | Punti |
| --- | ------------------ | ----- |
| 1   | Lewis Hamilton     | 197   |
| 2   | Valtteri Bottas    | 166   |
| 3   | Max Verstappen     | 126   |
| 4   | Sebastian Vettel   | 123   |
| 5   | Charles Leclerc    | 105   |
| 6   | Pierre Gasly       | 43    |
| 7   | Carlos Sainz Jr.   | 30    |
| 8   | Lando Norris       | 22    |
| 9   | Kimi Räikkönen     | 21    |
| 10  | Daniel Ricciardo   | 16    |
| 11  | Nico Hülkenberg    | 16    |
| 12  | Kevin Magnussen    | 14    |
| 13  | Sergio Pérez       | 13    |
| 14  | Daniil Kvjat       | 10    |
| 15  | Alexander Albon    | 7     |
| 16  | Lance Stroll       | 6     |
| 17  | Romain Grosjean    | 2     |
| 18  | Antonio Giovinazzi | 1     |

### Costruttori
| Pos | Costruttore               | Punti |
| --- | ------------------------- | ----- |
| 1   | Mercedes                  | 363   |
| 2   | Ferrari                   | 228   |
| 3   | Red Bull Racing-Honda     | 169   |
| 4   | McLaren-Renault           | 52    |
| 5   | Renault                   | 32    |
| 6   | Alfa Romeo Racing-Ferrari | 22    |
| 7   | Racing Point-BWT Mercedes | 19    |
| 8   | Scuderia Toro Rosso-Honda | 17    |
| 9   | Haas-Ferrari              | 16    |

## Decisioni della FIA
Al termine della gara, i commissari della FIA mettono sotto indagine la manovra con cui Max Verstappen ha superato, nei giri finali della gara, Charles Leclerc. I commissari non ravvedono nessuna irregolarità.
Kevin Magnussen, oltre al drive-through comminatogli in gara, subisce la decurtazione di due punti sulla Superlicenza per l'errato posizionamento in griglia.